# Республика Македония на «Детском Евровидении — 2003»
Северная Македония дебютировала на «Детском Евровидении — 2003», проходившем в Копенгагене, Дания, 15 ноября 2003 года. На конкурсе страну представили Мария Арсовска и Виктория Лоба с песней «Ти не ме познаваш», выступившие шестыми. Он заняли двенадцатое место, набрав 19 баллов.

## Национальный отбор
32 песни были отправлены в МРТ и 10 из них были выбраны для национального отбора, который прошёл 28 июня 2003 года в студии Ц на МТВ. Победитель был выбран комбинацией голосов жюри и телеголосования (50/50).
Члены жюри:
- Татьяна Гоговска — редактор детских программ;
- Люпчо Мирковски — композитор и художественный руководитель;
- Кире Костов — композитор;
- Ванчо Димитров — композитор;
- Ива Блажевска — детское жюри;
- Ивана Талевска — детское жюри;
- Кирилл Йосифов — детское жюри;
- Александр Трпоски — детское жюри.

| Евросонг за деца 2003 — 28 июня 2003 | Евросонг за деца 2003 — 28 июня 2003                   | Евросонг за деца 2003 — 28 июня 2003 | Евросонг за деца 2003 — 28 июня 2003 |
| №                                    | Артист                                                 | Песня                                | Место                                |
| ------------------------------------ | ------------------------------------------------------ | ------------------------------------ | ------------------------------------ |
| 01                                   | Теодора Трайковска                                     | «Сонувам»                            | —                                    |
| 02                                   | Моника Китановска                                      | «Љубовта движи се»                   | —                                    |
| 03                                   | Мария Арсовска, Виктория Лоба и Ирена Галабовска       | «Ти не ме познаваш»                  | 1                                    |
| 04                                   | Ангела Лямова и Ивет Царо                              | «Шарени пеперутки»                   | —                                    |
| 05                                   | Христиан Димитриевски и Бобан Симоновски               | «Како Хари Потер»                    | —                                    |
| 06                                   | Мартина Сильяновска и Верица Спасовска                 | «Близначки»                          | —                                    |
| 07                                   | Горан Гелевски, Давид Милошевски и Гоце Маротов        | «Чуден е овоj свет»                  | —                                    |
| 08                                   | Симона Поповска, Орхидея Дукова и Мария Хацистоянова   | «До сите деца»                       | 2                                    |
| 09                                   | Бисера и Бояна Илиоски                                 | «Не создаде ти»                      | —                                    |
| 10                                   | Майя Михайловска, Рената Кралевска и Елисавета Кошевац | «Сакам да сум»                       | —                                    |

## На «Детском Евровидении»
Финал конкурса транслировал телеканал МРТ 1, комментатором которого была Миланка Рашик. Мария Арсовска и Виктория Лоба выступили под шестым номером перед Польшей и после Латвии, и заняли двенадцатое место, набрав 19 баллов.

## Голосование[5]
| Баллы     | Страна            |
| --------- | ----------------- |
| 12 баллов |                   |
| 10 баллов | Хорватия          |
| 8 баллов  |                   |
| 7 баллов  |                   |
| 6 баллов  |                   |
| 5 баллов  |                   |
| 4 балла   | Нидерланды        |
| 3 балла   |                   |
| 2 балла   | Белоруссия Мальта |
| 1 балл    | Швеция            |

| Баллы     | Страна         |
| --------- | -------------- |
| 12 баллов | Хорватия       |
| 10 баллов | Белоруссия     |
| 8 баллов  | Испания        |
| 7 баллов  | Дания          |
| 6 баллов  | Бельгия        |
| 5 баллов  | Румыния        |
| 4 балла   | Латвия         |
| 3 балла   | Великобритания |
| 2 балла   | Норвегия       |
| 1 балл    | Греция         |